# Le Frère
Série
Le Frère 2
(2000)
Pour plus de détails, voir Fiche technique et Distribution.
Le Frère (Брат, Brat) est un film russe réalisé par Aleksei Balabanov, sorti en 1997.
Présenté au Festival de Cannes dans la section Un certain regard, le film est considéré comme l'un des principaux succès du cinéma post-soviétique. Il a d'ailleurs donné lieu à une suite : Le Frère 2. Le film raconte les aventures d'un jeune homme dans la ville de Saint-Pétersbourg.
Les péripéties du jeune héros, incarné par l'acteur Sergueï Bodrov, sont rythmées par les musiques du groupe Nautilus Pompilius.
Le film occupe la 23e place dans la liste des 100 plus grands films russes selon le magazine Aficha.  

## Synopsis
En l'automne de 1996, Danila Bagrov est un jeune adulte provincial russe qui vient de quitter l'armée après avoir participé à la première guerre de Tchétchénie, au sein de l'État-major. Sa mère l'envoie à la recherche de son frère, situé à Saint-Pétersbourg. Arrivé sur place, Danila découvre que son aîné se livre en réalité à des activités criminelles.

## Fiche technique
- Titre : Le Frère
- Titre original : Брат (Brat)
- Réalisation et scénario : Alekseï Balabanov
- Costumes : Nadejda Vassileva
- Photographie : Sergueï Astakhov
- Montage : Marina Lipartiya
- Musique : Vyatcheslav Boutoussov
- Pays d'origine : Russie
- Format : Couleurs - 35 mm - 1,66:1 - Dolby
- Genre : Action, film de gangsters, drame et thriller
- Durée : 96 minutes
- Dates de sortie :
  -  France : 17 mai 1997 (Festival de Cannes 1997)
  -  Russie : 12 décembre 1997

## Distribution
- Sergueï Sergueïevitch Bodrov : Danila Bagrov
- Viktor Soukhoroukov : Viktor Bagrov (voix : Alekseï Polounian (ru))
- Svetlana Pismitchenko (ru) : Sveta
- Maria Joukova : Kat
- Youri Kouznetsov : Hoffman dit l'Allemand
- Irina Rakchina (ru) : Zinka
- Sergueï Mourzine : Krougly (voix : Alexandre Stroïev (ru))
- Alexeï Sevostianov (ru) : homme de main de Krougly
- Anatoli Jouravliov (ru) : bandit nerveux
- Andreï Fedortsov (ru) : Stepan, le cinéaste
- Igor Chibanov (ru) : Nikolaï, agent de milice
- Sergueï Debijev (ru) : réalisateur du clip vidéo (voix : Valeri Koukharechine (ru))
- Andreï Krasko : propriétaire d'une planque
- Vitali Matveïev (ru) : vieil alcoolique
- Sergueï Astakhov (ru) : camionneur
- Igor Lifanov (ru) : bandit (voix : Alexandre Bachirov)
- Alekseï Polounian (ru) : Krot [Taupe], le bandit
- Vladimir Labetski : Outioug [Fer à repasser] le bandit
- Rinat Ibraguimov : Chicha, le bandit
- Vladimir Yermilov : Pavel, mari de Sveta (voix : Sergueï Rousskine (ru))
- Anatoli Gorine : voisin de Sveta
- Denis Kirillov : racketteur (voix : Alexandre Polovtsev (ru))
- Natalia Lvova : vendeuse
- Vassilina Strelnikova : vendeuse
- Arthur Aroutunian : géorgien dans le tram
- Sergueï Issavnine : contrôleur de tram
- Youri Makoussinski : Tchétchène
- Tatiana Zakharova : mère de Danila (voix : Nina Oussatova)

## Bande originale
| 1.  | Pendant la pluie (Во время дождя)                     | Nautilus Pompilius | 3:49 |
| 2.  | Les ailes (Крылья)                                    | Nautilus Pompilius | 3:48 |
| 3.  | Doux vampire (Нежный вампир)                          | Nautilus Pompilius | 3:53 |
| 4.  | Trois tsars (Три царя)                                | Nautilus Pompilius | 4:25 |
| 5.  | L'air (Воздух)                                        | Nautilus Pompilius | 5:16 |
| 6.  | Les gens sur la colline (Люди на холме)               | Nautilus Pompilius | 5:09 |
| 7.  | Frégate volante (Летучий фрегат)                      | Anastasia Polieva  | 3:21 |
| 8.  | La mère des dieux (Матерь богов)                      | Nautilus Pompilius | 4:37 |
| 9.  | Clap Clap (Хлоп-хлоп)                                 | Nautilus Pompilius | 4:00 |
| 10. | Pour rien (Даром)                                     | Anastasia Polieva  | 3:51 |
| 11. | Les oiseaux noirs (Чёрные птицы)                      | Nautilus Pompilius | 3:26 |
| 12. | La bête (Зверь)                                       | Nautilus Pompilius | 6:59 |
| 13. | Les gens sur la colline (démo) (Люди на холме (демо)) | Nautilus Pompilius | 3:20 |